# Chalnakhel
Chalnakhel (nep. चाल्नाखेल) – gaun wikas samiti w środkowej części Nepalu w strefie Bagmati w dystrykcie Katmandu. Według nepalskiego spisu powszechnego z 2001 roku liczył on 746 gospodarstw domowych i 3636 mieszkańców (1830 kobiet i 1806 mężczyzn).